# Industria cultural
El concepto industria cultural fue desarrollado por Theodor  Adorno (1903-1969) y Max Horkheimer (1895-1973) aunque en un principio fue utilizado en singular, actualmente nos referimos a él en plural: industrias culturales. Hace referencia a un conjunto de sectores encargados de la creación, producción, exhibición, distribución y/o difusión de servicios y bienes culturales, tales como el arte, el entretenimiento, el diseño, la arquitectura, la publicidad, la gastronomía y el turismo. El concepto de sector nace a finales de los años setenta. A posteriori, el concepto de industrias culturales no se entiende como tal hasta finales de los años noventa, y así se desvincula del mercado, tal y como se hacía antes. 
De las industrias culturales proviene el fenómeno conocido como cultura de masas.  El concepto de industria cultural no sólo hace alusión al tipo de cultura que se transmite en los medios masivos sino que también los bienes culturales que se diseñan y producen conforme a los objetivos de la acumulación capitalista y de la ganancia de utilidades.
Estas pueden ser autofinanciables y dejar de ser función del estado. Además, el marco jurídico que hace referencia al patrimonio cultural y su legislación ya no responde del todo a las innovaciones tecnológicas y a las políticas de resguardo y protección. En este caso, la industria cultural ha obtenido el usufructo de bienes patrimoniales.

## Orígenes del concepto
El concepto fue introducido por los teóricos alemanes Theodor Adorno y Max Horkheimer en el artículo "La industria cultural. Iluminismo como mistificación de masas", escrito por ambos entre 1944 y 1947, y publicado en el libro "Dialéctica de la ilustración. Fragmentos filosóficos" o "Dialéctica del Iluminismo", en otra traducción. Supone una mirada crítica y profundamente pesimista sobre la función de los medios de comunicación (cine, radio, fotografía), que estaba consolidándose en las sociedades desarrolladas luego de la Segunda Guerra Mundial. Adorno y Horkheimer analizan especialmente la industria del entretenimiento ("amusement" en el texto) en Estados Unidos, donde se encontraban exiliados, como efecto del avance del nazismo en su Alemania de origen. Ambos pertenecen a la Escuela de Frankfurt. 
Se conoce como Escuela de Fráncfort (o Escuela de Frankfurt) a un grupo de investigadores que adherían a las teorías de Hegel, Marx y Freud y cuyo centro estaba constituido en el Instituto de Investigación Social, inaugurado en 1923 en Fráncfort del Meno. También se les considera representantes de la teoría crítica que allí se fundó
El concepto de industria cultural nació en 1944 en el ensayo de Theodor W. Adorno y Max Horkheimer titulado “La industria cultural. Iluminismo como mistificación de masas”, que recién fue publicado en 1947 en el libro Dialéctica de iluminismo. El ensayo describe los modos en que la cultura de masas, tanto en el fascismo alemán (del cual ellos huyeron) como en el capitalismo estadounidense (con el cual se conformaron en los años treinta), produce su propio sistema totalizado. La industria cultural (hablan de una industria que pertenece al sistema en general), cuyo objetivo principal es vender productos a través de los medios de comunicación, tiene una función claramente ideológica: inculcar en las masas al mismo sistema y asegurar su obediencia a los intereses del mercado. 
Este ensayo establece tres ideas fundamentales, que serán puntos de debate a lo largo del trayecto mundial de los estudios culturales. En primer lugar, vincular la cultura al capitalismo, como un producto más. Ese empuje industrial establece una hegemonía cultural dado que la industria cultural tiene una base en Estados Unidos. Segundo, el ensayo expresa un pesimismo íntegro, anulando la visión utópica marxista de la futura revolución del proletariado. Y último, este arte de masas, producido con fines de lucro, carece de valor estético. En fin, Adorno y Horkheimer lamentan el reemplazo de lo que Ángel Rama llamaría un arte “letrado” con uno masivo.
Ambos autores expresan sus planteamientos en citas como las siguientes: 

"El amusement es la prolongación del trabajo bajo el capitalismo tardío. Es buscado por quien quiere sustraerse al proceso del trabajo mecanizado para ponerse de nuevo en condiciones de poder afrontarlo. Pero al mismo tiempo la mecanización ha conquistado tanto poder sobre el hombre durante el tiempo libre y sobre su felicidad, determina tan íntegramente la fabricación de los productos para distraerse, que el hombre no tiene acceso más que a las copias y a las reproducciones del proceso de trabajo mismo. El supuesto contenido no es más que una pálida fachada; lo que se imprime es la sucesión automática de operaciones reguladas. Sólo se puede escapar al proceso de trabajo en la fábrica y en la oficina adecuándose a él en el ocio. De ello sufre incurablemente todo amusement. El placer se petrifica en aburrimiento, pues, para que siga siendo placer, no debe costar esfuerzos y debe por lo tanto moverse estrechamente a lo largo de los rieles de las asociaciones habituales. El espectador no debe trabajar con su propia cabeza: toda conexión lógica que requiera esfuerzo intelectual es cuidadosamente evitada."

Años más tarde (1967), Adorno retoma esta idea y la profundiza en el texto "La industria cultural":

"Los comerciantes culturales de la industria se basan, como dijeron Brecht y Suhrkamp hace ya treinta años, sobre el principio de su comercialización y no en su propio contenido y su construcción exacta. Toda la praxis de la industria cultural aplica decididamente la motivación del beneficio a los productos autónomos del espíritu. Ya que en tanto que mercancías esos productos dan de vivir a sus autores, estarían un poco contaminados. Pero no se esforzaban por alcanzar ningún beneficio que no fuera inmediato, a través de su propia realidad. Lo que es nuevo en la industria cultural es la primacía inmediata y confesada del efecto, muy bien estudiado en sus productos más típicos. La autonomía de las obras de arte, que ciertamente no ha existido casi jamás en forma pura, y ha estado siempre señalada por la búsqueda del efecto, se vio abolida finalmente por la industria cultural."

Adorno y Horkheimer establecen, con esta conceptualización crítica de las producciones culturales difundidas por los medios masivos de comunicación, una clara jerarquización negativa respecto de las obras de arte tradicionales, así como del condicionamiento que esto supone para los artistas que las producen.

"La industria cultural puede jactarse de haber actuado con energía y de haber erigido como principio la transposición —a menudo torpe— del arte a la esfera del consumo, de haber liberado al amusement de sus ingenuidades más molestas y de haber mejorado la confección de las mercancías. Cuanto más total ha llegado a ser, cuanto más despiadadamente ha obligado a todo outsider a quebrar o a entrar en la corporación, tanto más fina se ha vuelto, hasta terminar en una síntesis de Beethoven con el Casino de París."

Por ejemplo, dirán respecto a los dibujos animados, como una de las formas en las que la industria cultural "defrauda continuamente a sus consumidores respecto a aquello que les promete":

"Los dibujos animados eran en una época exponentes de la fantasía contra el racionalismo. Hacían justicia a los animales y a las cosas electrizados por su técnica, pues pese a mutilarlos les conferían una segunda vida. Ahora no hacen más que confirmar la victoria de la razón tecnológica sobre la verdad. Hace algunos años tenían una acción coherente, que se disolvía sólo en los últimos minutos en el ritmo endiablado de los acontecimientos. Su desarrollo se asemejaba en esto al viejo esquema de la slapstick comedy. Pero ahora las relaciones de tiempo han cambiado. En las primeras secuencias del dibujo animado se anuncia un tema de acción sobre el cual se ejercitará la destrucción: entre los aplausos del público el protagonista es golpeado por todos como una pelota. De tal forma la cantidad de la diversión organizada se transfiere a la calidad de la ferocidad organizada. Los censores autodesignados de la industria cinematográfica, unidos a ésta por una afinidad electiva vigilan la duración del delito prolongado como espectáculo divertido. La hilaridad quiebra el placer que podría proporcionar, en apariencia, la visión del abrazo, y remite la satisfacción al día del pogrom. Si los dibujos animados tienen otro efecto fuera del de acostumbrar los sentidos al nuevo ritmos es el de martillar en todos los cerebros la antigua verdad de que el maltrato continuo, el quebrantamiento de toda resistencia individual es la condición de vida en esta sociedad. El Pato Donald en los dibujos animados como los desdichados en la realidad reciben sus puntapiés a fin de que los espectadores se habitúen a los suyos."

En sus trabajos preliminares, Horkheimer y Adorno se referían al término “cultura de masas”, que posteriormente reemplazaron con la expresión “Industria Cultural” para diferenciar la forma de arte popular, caracterizado por ser estandarizado y producido en serie (radio, cine, editoriales, música), de la forma artística más pura asociada al trabajo del artista independiente (artes plásticas, visuales, escénicas).

## Industria creativa y economía cultural
Con la emergencia del capitalismo financiero y el modelo neoliberal en los años 80 del siglo XX el concepto de industria cultural, se amplió a uno con mayor connotación económica, política y de desarrollo social, el de industrias creativas. Este se acuña en 1980 en Australia, pero solo sería desarrollado en el Reino Unido hasta el primer gobierno de Tony Blair como una estrategia política para abrir nuevos frentes de trabajo, desarrollar nuevos mercados y permitir la inclusión social. 
Instituciones como la Organización de las Naciones Unidas para la Educación, la Ciencia y la Cultura (UNESCO), el Ministerio de Cultura del Reino Unido, y en general, la mayoría de entidades encargadas de liderar el campo cultural en los gobiernos de Europa y América, han introducido definiciones de los términos Industria Cultural e Industria Creativa a partir de modificaciones de la definición propuesta por Horkheimer y Adorno.
La UNESCO, en 1978, define a las industrias culturales y creativas de la siguiente manera: 

"Las Industrias Culturales son aquellas industrias que combinan la creación, la producción y la comercialización de contenidos creativos, los cuales son intangibles y de naturaleza cultural. Los contenidos se encuentran protegidos por derechos de autor y pueden tomar la forma de bienes o servicios. Dentro de las industrias culturales por lo general se incluyen industrias como la imprenta, la editorial y la multimedia, la audiovisual, la fonográfica, la [cinematográfica], así como la artesanía y el diseño. […]

Las Industrias Creativas, por su parte, abarcan un conjunto más amplio de actividades las cuales contienen a las actividades propias de las industrias culturales más todas las producciones de carácter cultural o artístico. […] En las industrias creativas, los productos o servicios contienen un elemento sustancial de valor artístico o de esfuerzo creativo, e incluyen actividades tales como la arquitectura y la publicidad."

Las nociones de la industria creativa crecieron con los aportes teóricos de estudiosos de la Economía de la Cultura como Graham Drake, Richard L. Florida y Paul Roberts, e incluye mucho más que la producción de contenidos para los medios tradicionales (diarios, revistas, televisión abierta o de pago, cine, radio o publicidad) o para los medios digitales, como Internet, periódicos y revistas en línea, televisión y radio digital, móviles, ipods y palms. Esa es solamente una parte de las industrias creativas que actualmente forman parte de la Economía de la Cultura. Las industrias creativas incluyen también todas las formas artísticas de las diferentes culturas, como la artesanía, el diseño, el patrimonio cultural, el turismo cultural, los equipos culturales (museos, teatros, cines), así como el trabajo conjunto de la cultura, el turismo y la educación como forma de llegar al desarrollo sustentable.
Según el Banco Interamericano de Desarrollo (BID) en 2015 las Industrias Culturales y Creativas generaron ingresos por U$S 124 mil millones y dieron empleo a 1,9 millones de personas en la región de América Latina y el Caribe. En el Reino Unido la liga de fútbol de Blair fue exitosa y las industrias creativas del país representan actualmente el 8% de su PIB. El gobierno inglés creó el Ministerio de las Industrias Creativas en 2006, con la intención de tornarse en el polo creativo del mundo con la exportación de sus productos.
En este sentido, el concepto de industria cultural suele utilizarse a modo de sinónimo para referirse a la economía cultural, que es el estudio del comportamiento económico de diversos agentes en la producción, intercambio, distribución y consumo de bienes y servicios directamente relacionados con la producción cultural. Del mismo modo, la noción de industria cultural está íntimamente relacionada con las políticas que implementan los estados en torno a su economía de la cultura.
Así, si el objeto de la ciencia económica es estudiar la correcta distribución de los recursos escasos para satisfacer las necesidades del ser humano, la economía cultural hace lo propio con el desarrollo cultural, buscando equidad en el acceso a la actividad cultural para una sociedad. En otras palabras, analiza la relación entre los recursos de los que se dispone, de carácter limitado, y las necesidades, que son de carácter ilimitado, aunque jerarquizadas. 
Desde otro punto de vista, el análisis de los impactos económicos de las políticas culturales puede constituirse en una herramienta muy útil para evaluar los resultados de una inversión en una determinada actividad, o en un territorio concreto, y sirve tanto para evaluar programas y políticas culturales determinadas, como para poner en marcha nuevas estrategias de cara al futuro, tanto desde el ámbito público, como desde el privado.
Por otra parte, la industria creativa (también denominada economía creativa) es el sector de la economía que abarca tanto a la industria cultural como a la economía del conocimiento (educación, investigación y desarrollo, alta tecnología, informática, telecomunicaciones, robótica, nanotecnología, industria aeroespacial, entre otras áreas).
A partir de 1962, el concepto de Industria Cultural se entiende como uno de los sectores de todas las Industrias Culturales, por esta razón, el nombre cambia. Ya no podemos referirnos al conjunto de sectores con el sustantivo en singular.

## De industria cultural a industrias culturales
La noción de Industrias Culturales incluye generalmente la producción y la edición de textos, música, televisión y películas, así como la artesanía y el diseño. Para algunos países, la arquitectura, las artes visuales y las artes escénicas, el deporte, la publicidad y el turismo cultural pueden incluirse como valor añadido al contenido generando valores para los individuos y las sociedades. Se basan en el conocimiento y la mano de obra intensiva, la creación de empleo y la riqueza. Al fomentar la creatividad y fomentar la innovación, las sociedades mantendrán la diversidad cultural y mejorarán el rendimiento económico.
La nueva acepción de Industrias Culturales hace referencia a un conjunto de actividades culturales que incorporan las funciones económicas de conceptualización, de creación, de producción, de distribución y de comercialización. Estas actividades son principalmente las siguientes: la música, la edición, las artes escénicas, el audiovisual (cine, radio y televisión), la moda y, como extra, el deporte y todas las actividades relacionadas con el ocio. 
En España, forman parte de las Industrias Culturales los siguientes sectores: la publicidad, la arquitectura, los juegos, la música, los libros, las revistas y diarios, el cine, la radio, la televisión, las artes visuales y el espectáculo en vivo.
En los países anglosajones estas actividades se conocen como Creative Industries, y Copyright Industries en Estados Unidos; de esta forma, amplían los dominios de otros sectores que también están protegidos por los derechos de la propiedad intelectual, como el diseño, las artes plásticas, el software y la publicidad. 
Las Industrias Culturales de todo el mundo se han adaptado a las nuevas tecnologías digitales y a la llegada de políticas nacionales, regionales e internacionales de reglamentación. Estos factores han alterado radicalmente el contexto en el que fluyen los bienes, los servicios y las inversiones culturales entre los países y, por consiguiente, estas industrias han experimentado un proceso de internacionalización y concentración progresiva que ha dado lugar a la formación de unos grandes conglomerados: un nuevo oligopolio mundial.
Si en la estética ilustrada se afirma que a lo bello se accede mediante una “pura satisfacción desinteresada” (Kant, 1992), en la estética industrial es evidente que lo bello va unido a una utilidad, a una funcionalidad (Ewen, 1992), es decir, a un interés; si en aquella se apela al sentimiento aséptico, en esta se reclama un tipo de sensibilidad unida al goce sensual; si en el siglo XVIII el juicio de gusto es considerado una facultad de minorías, en el siglo XX la experiencia estética se extenderá, por medio del modelo industrial de la producción fordista, hacia amplios sectores de la población.

## Tipología de las industrias culturales y creativas
Una segunda definición de Industria Creativa a nivel institucional es aportada por el Ministerio de Cultura del Reino Unido en el año 2007, que acoge el aporte de David Throsby en el que afirma que los rasgos más distintivos de las Industrias Creativas son: que sus ingresos, principalmente, se derivan de la comercialización de su “valor expresivo”; y que gran parte de su volumen de negocios comerciales es atribuible, aún más que a otras economías del conocimiento, a actos de genuino “origen creativo”.
El valor expresivo puede ser entendido como todas las dimensiones (en el ámbito de las ideas) que, en su sentido más amplio, se extienden y tienen impacto sobre los significados y la comprensión en una cultura específica. Throsby identifica las siguientes dimensiones de valores expresivos con los que “comercian” las Industrias Creativas:
- Valor Estético: valor que refleja la belleza, la armonía y la forma, así como otras características estéticas.
- Valor Espiritual: éste podría ser secular o religioso. La búsqueda por la comprensión espiritual es compartida por todos los seres humanos. Los beneficios derivados del valor espiritual son el entendimiento, la percepción y la ampliación de la conciencia.
- Valor Social: un importante aspecto del trabajo artístico es que es capaz de construir vínculos entre personas que de otra forma serían individuos aislados. El arte ilumina a la sociedad y crea contextos en los que las relaciones humanas pueden prosperar.
- Valor Histórico: parte de la importancia de los productos artísticos es que ofrecen un reflejo (como una foto) del instante y de las condiciones del momento en que fueron creados y, a su vez, aportan claridad y un sentido de continuidad con el presente.
- Valor Simbólico: los objetos expresivos se encuentran cargados de significados. En la medida en que el espectador de un trabajo creativo pueda extraer el sentido de la obra, el valor simbólico de la obra se hallará en el significado transmitido por la obra y en el valor percibido por el espectador.
- Valor de Autenticidad: se refiere al hecho de que el trabajo creativo representa una real, original y única obra de arte.

A partir de la noción de valor expresivo, el Ministerio de Cultura del Reino Unido encuentra una relación directa entre este valor y los derechos de autor, que están diseñados para proteger expresiones originales. Una propiedad protegida por derechos de autor es especial en el sentido en que los derechos se otorgan de forma inmediata y generalmente benefician directamente al autor. El común denominador de las industrias creativas es que todas –en mayor o menor grado– usan los derechos de autor en sus modelos de negocio. Además, una industria puede caracterizarse como creativa, en la medida en que la forma en que genere “valor” para la sociedad se aproxime o tenga algunas de las características de las dimensiones del valor expresivo.
La siguiente figura muestra el conjunto de industrias que pueden identificarse como culturales y creativas, resaltando en su núcleo la máxima generación de valor expresivo.
De acuerdo a las definiciones, tanto de la UNESCO como la del Ministerio de Cultura del Reino Unido, las Artes se encuentran inmersas dentro de las Industrias Culturales, que a su vez se encuentran contenidas en las Industrias Creativas, las cuales se caracterizan principalmente porque sus productos están protegidos por derechos de autor. 
Debido a que las industrias creativas se rigen bajo el modelo de derechos de autor, sus productos o bienes son difíciles de valorar en términos cuantitativos, especialmente por su condición “intangible”. También por causa de este modelo, resulta complejo entender, a partir de la Teoría Económica tradicional, aspectos como la estructura de negocios y las relaciones contractuales entre agentes pertenecientes a esta industria.

## Propiedades Estructurales del Trabajo Creativo
Richard Caves, profesor de la Universidad de Harvard, ha sido uno de los primeros teóricos que ha logrado aplicar exitosamente la teoría contractual y organizacional a la Industria Creativa. Caves afirma que la organización de las industrias creativas se apoya en diferentes tipos de contratos, principalmente entre artistas y otros agentes del mercado. El diseño de estos contratos se basa en propiedades estructurales del trabajo creativo y de sus obras (bienes) resultantes, las cuales se mencionan a continuación.

### Propiedad 1: Complejidad en el pronóstico de la demanda
El valor que un individuo puede asignar a un bien creativo solamente puede ser conocido luego (no antes) que el individuo consuma el bien, razón por la cual los bienes creativos se denominan bienes de “experiencia” en vez de bienes de “inspección. Si el costo de producir el bien es muy alto (más una película que un cuadro), el productor del mismo intentará investigar si los compradores le darán un valor alto o bajo, antes de decidir invertir recursos en su producción. Sin embargo, las investigaciones de mercado sobre bienes creativos suelen ser poco efectivas, y por lo general presentan una gran dificultad para encontrar patrones o señales estadísticas del consumo.
La demanda de un producto de la Industria Creativa, como la de cualquier otro producto, depende de la aceptación de los consumidores; pero para los bienes creativos esta aceptación proviene de procesos distintos.
El consumo en esta industria siempre se presenta en un contexto social en el que la información y la comunicación juegan un papel dominante, y puede ser influenciado por individuos o grupos de presión, más que en otras industrias, debido a la dimensión social inherente en los productos creativos. Un individuo, por ejemplo, puede informar a otros sobre el gusto de una obra (especialmente en la Industria del Cine), y éstos a su vez a otros, y generar un efecto “cascada” que incrementaría de forma exponencial su consumo; y en caso contrario, la mala reputación de la obra podría conllevar a que muy pocas personas la consumieran. Estos dos escenarios de comunicación entre individuos y sus efectos sobre la demanda total de la obra son difícilmente predecibles.
Otra característica de los consumidores de esta industria, es que en la medida en que tengan un mayor conocimiento, experiencia y educación sobre un bien creativo específico, lo apreciarán y valorarán mejor. El tiempo que los consumidores dediquen para adquirir conocimiento sobre el bien, dependerá del costo asociado a esta dedicación (valor del tiempo invertido, valor de adquirir o disfrutar el bien) y del ingreso y costo asociado a otras actividades que realicen. Si el consumidor tiene una experiencia inicial disfrutando de un bien creativo, esta experiencia contribuirá a que en el futuro dedique más tiempo al consumo de este bien y a que la productividad asociada a su consumo sea mayor. Este hecho, según Caves, permite inferir que el consumidor de un bien creativo se encuentra sujeto a una “adicción racional”.

### Propiedad 2: El riesgo asociado es alto
El principal problema derivado de la incertidumbre en la demanda de un bien creativo, es que su comportamiento solo puede ser conocido luego de que se han invertido los recursos necesarios para que sea producido el bien, y no existe forma alguna de deshacer la inversión en caso de que los resultados sean negativos.
Una forma de cubrirse frente a esta incertidumbre, consiste en producir el bien en una serie de etapas, con opciones de continuar al final de cada etapa, de tal manera que sea posible reducir las pérdidas si se toma la decisión de abandonar. Esta estrategia es frecuentemente usada en industrias como el cine y la música.